# Oleg Alexandrowitsch Reutow
Oleg Alexandrowitsch Reutow (russisch Олег Александрович Реутов; * 5. September 1920 in Dimitrijewsk; † 15. August 1998 in Moskau) war ein russischer Chemiker und Hochschullehrer.

## Leben
Reutow besuchte die Mittelschule Nr. 3 in Dimitrijewsk und ging dann 1937 nach Moskau zum Studium an der chemischen Fakultät der Lomonossow-Universität Moskau (MGU). Er schloss nach Beginn des Deutsch-Sowjetischen Krieges noch den 4. Jahreskurs ab, ging dann aber im September 1941 als Freiwilliger an die Front. Er war an den Kämpfen der Südfront und der 4. Ukrainischen Front beteiligt. Während der Schlacht von Stalingrad gehörte er zur dortigen 5. Panzerarmee. 1942 trat er in die KPdSU ein. Im September 1945 wurde er als Major und Chef der Chemie-Abteilung der 4. Ukrainischen Front demobilisiert.
Reutow kehrte an die chemische Fakultät der MGU zurück und wurde 1948 mit seiner Arbeit über die Untersuchung der Zersetzung der Arylazocarbon-Salze, die von A. N. Nesmejanow betreut worden war, zum Kandidaten der chemischen Wissenschaften promoviert. Mit seiner Dissertation über die Anwendung homolytischer Reaktionen für die Synthese metallorganischer Verbindungen wurde er 1953 zum Doktor der chemischen Wissenschaften promoviert.
Darauf studierte Reutow einige Zeit als Aspirant bei dem Philosophen Bonifati Kedrow, um sein Denken für seine weitere naturwissenschaftliche Arbeit zu schulen.
1954 wurde Reutow Professor an der MGU. 1957 gründete er am Lehrstuhl für Organische Chemie das Laboratorium für Probleme der Theorie der Organischen Chemie, womit er schnell bekannt wurde. Um seine Vorlesungen auch in größten Hörsälen ohne Mikrofon halten zu können, nahm er Sprechunterricht-Stunden im Maly-Theater.
Seit 1954 besuchte Reutow Hochschulen insbesondere in der DDR, China, den USA, Indien, Brasilien, Australien und Japan. In Indien lernte er Svetoslav Roerich kennen und besuchte eine Yoga-Schule. In den USA konnte er bei einem Inlandsflug sich und eine Frau mit Tochter aus dem brennenden Flugzeug retten. Bei Reutows Vorlesung in der University of California war A. F. Kerenski anwesend, der dann ohne Erfolg um ein Gespräch mit Reutow nachsuchen ließ.
1956 veröffentlichte Reutow das erste Lehrbuch zu Problemen der Theorie der Organischen Chemie in der UdSSR. Durch seine Arbeit begründete er die Physikalische Organische Chemie in der UdSSR. 1958 wurde er Korrespondierendes Mitglied der Akademie der Wissenschaften der UdSSR (AN-SSSR).
1962 wurde Reutow Leiter des Laboratoriums für Organische Chemie der Isotope des Instituts für Elementorganische Verbindungen der AN-SSSR. Dort wurden die Reaktionsmechanismen organischer Verbindungen mit Quecksilber, Zinn, Germanium und Gold untersucht. 1964 wurde er Wirkliches Mitglied der AN-SSSR. 1965 trat er in das Herausgeberkollegium der Zeitschrift für Organische Chemie der AN-SSSR ein. 1966–1980 war er Mitherausgeber des internationalen Referateorgans Index Chemicus, und 1968 wurde er Regionalherausgeber des Journal of Organometallic Chemistry. 1977 trat er in das Herausgeberkollegium der Chemie-Reihe der Iswestija der AN-SSSR ein. 1985 wurde er Hauptherausgeber der Zeitschrift Metalloorganitscheskaja Chimija der AN-SSSR. Ab 1978 leitete er den Lehrstuhl für Organische Chemie der MGU, bis er 1993 Berater des Rektorats der MGU wurde.
Reutow war Vizevorsitzender des Sowjetischen Friedenskomitees und Experte der UdSSR für Probleme der chemischen und biologischen Kriegsführung bei der UNO.
Von Reutows Schülern wurden 15 Wissenschaftler Professoren und Doktoren. Er betreute mehr als 150 Kandidat-Dissertationen. Mehr als 1200 Veröffentlichungen mit 400 Mitautoren und einige Patente tragen seinen Namen.
Reutow wurde auf dem Moskauer Nowodewitschi-Friedhof begraben.

## Ehrungen, Preise
- Medaille „Für die Verteidigung Stalingrads“ (1942)
- Medaille „Für Verdienste im Kampf“ (1943)
- Orden des Roten Sterns (1944)
- Orden des Vaterländischen Krieges II. Klasse (1944, 1985)
- Medaille „Sieg über Deutschland“ (1945)
- Orden des Vaterländischen Krieges I. Klasse (1945)
- Lomonossow-Preis I. Klasse der MGU (1956)
- Butlerow-Preis des Präsidiums der AN-SSSR (1961)
- Orden des Roten Banners der Arbeit (1961, 1970)
- Orden der Oktoberrevolution (1975)
- Leninorden (1980)
- Leninpreis (1984)